# BYO Split Series, Vol. 3
BYO Split Series, Vol. 3 is een splitalbum van de Amerikaanse punkbands NOFX en Rancid. Het album werd als cd uitgegeven op 5 maart 2002 door BYO Records en was het derde album uit de BYO Split Series.
Het album bevat zes nummers van beide bands. Alle nummers zijn covers van de andere band (dus NOFX coverde Rancid en vice versa). Er zijn twee albumcovers gemaakt: één met een groene en één met en oranje kleur. Op de versie met de groene cover stonden eerst de zes nummers van NOFX en op de oranje eerst die van Rancid.
De covers "Bob" en "Olympia, WA" staan ook op het compilatiealbum Punk-O-Rama 7.

## Nummers

### Covers van Rancid gespeeld door NOFX
1. "I Am the One" - 1:52
2. "Olympia, WA" - 3:00
3. "Tenderloin" - 1:26
4. "Antennas" - 1:21
5. "Corazón de Oro" - 3:11
6. "Radio" - 2:54

### Covers van NOFX gespeeld door Rancid
1. "The Moron Brothers" - 1:56
2. "Stickin' in My Eye" - 1:51
3. "Bob" - 2:03
4. "Don't Call Me White" - 2:47
5. "The Brews" - 2:08
6. "Vanilla Sex" - 2:28